# Вырыпаев, Иван Александрович
Ива́н Алекса́ндрович Вырыпа́ев (род. 3 августа 1974, Иркутск, СССР) — российский и польский режиссёр театра и кино, драматург, сценарист, театральный педагог, продюсер и актёр.
В 2013—2016 годах был Художественным руководителем театра «Практика». В 2020—2021 годах — генеральный продюсер онлайн проекта «Okko Theatre» на стриминговой платформе Okko. Основатель и генеральный продюсер частного польского фонда WEDA PROJECT (Польша). Художественный руководитель и генеральный продюсер фонда интегрального развития «Teal House» в Варшаве. Лауреат множества литературных, театральных и кино-премий, в том числе Венецианского кинофестиваля, Варшавского кинофестиваля, Римского кинофестиваля и многих других.
C 2014 года постоянно живёт и работает в Польше.

## Биография
Родился 3 августа 1974 года в Иркутске. В 1995 году окончил Иркутское театральное училище, после окончания один сезон проработал актёром Магаданского театра, затем два сезона актёром Театра драмы и комедии на Камчатке. В 1998 году основал Театр-студию «Пространство игры» в Иркутске. В том же году поступил в Высшее театральное училище имени Щукина, обучаясь заочно на отделении «Режиссёр драматического театра». В 1999—2001 гг. Вырыпаев преподавал мастерство актёра в Иркутском театральном училище, на курсе Вячеслава Кокорина.
В 2005 году создал агентство творческих проектов в области кино, театра и литературы «Движение Kislorod».
В 2006—2013 гг. — арт-директор театра «Практика». В 2013—2016 гг. — художественный руководитель театра «Практика». В 2020—2021 гг. — генеральный продюсер проекта «Okko Театр», где занимался продюсированием и съёмками спектаклей для показов на платформе Okko.
Спектакли по пьесам Вырыпаева ставились и идут в Польше, Болгарии, Великобритании, Венгрии, Германии, Канаде, Латвии, Литве, США, Португалии, Румынии, Словакии, Словении, Франции, Чехии, Эстонии. До полномасштабного вторжения России в Украину, 35 украинских театров играли пьесы Ивана Вырыпаева. Тексты Вырыпаева переведены на более чем 30 языков и в открытом доступе опубликованы на официальном сайте писателя. В России с пьесами Вырыпаева чаще всего работал режиссёр Виктор Рыжаков.
Преподавал в ГИТИСе, в школе-студии МХАТ, Варшавской академии театрального искусства.
В 2014 году вместе с женой, известной польской актрисой Каролиной Грушка создали частный польский фонд WEDA PROJECT. Первым проектом стал спектакль «Солнечная линия» в Театр Полония (Варшава).
28 декабря 2021 года Вырыпаев в интервью польской Газета Выборча заявил: «Термин „русский режиссёр“ больше не применим ко мне. Я разорвал все отношения с Россией».
В мае 2022 года объявил, что принял решение отказаться от российского гражданства, тогда же он получил польское.
Летом 2023 года вместе с Каролиной Грушка представили фонд интегрального развития «Teal house». Философия и методология проекта основывается на том, что полное, целостное развитие человека происходит одновременно на трех основных уровнях: физический, интеллектуальный, духовный. Поэтому все мероприятия и все проекты проводимые фондом, обязательно включают в себя три вышеупомянутых базовых уровня.

## Семья
Отец — Александр Николаевич Вырыпаев.
Мать — Вера Тимофеевна Вырыпаева.
Первая жена — актриса Светлана Иванова-Сергеева, сын Геннадий (род. 1994).
Вторая жена (2003—2007) — актриса Полина Агуреева, сын Пётр (род. 26 октября 2004).
Третья жена — польская актриса Каролина Грушка, дочь Майя (род. 2012).

## Общественная позиция
25 августа 2017 года Иван Вырыпаев обратился с Открытым письмом в поддержку Кирилла Серебренникова. В этом письме он призвал всех деятелей российской культуры отказать в какой-либо поддержке Владимиру Путину.
11 февраля 2021 года опубликовал ответ на статью Константина Богомолова «Похищение Европы 2.0», в котором оспорил тезисы Богомолова о том, что Европа находится в стадии деградации.
После полномасштабного вторжения России в Украину обратился с открытым письмом к 40 российским театрам, где шли его пьесы, проинформировав о том, что будет перечислять своё авторское вознаграждение за постановки в фонды помощи Украине. Вскоре Иван Вырыпаев был заочно арестован Басманным районным судом города Москвы за распространение «фейков» о российской армии (ст. 207.3 УК РФ). В августе 2024 года в России был заочно приговорён к 7,5 годам лишения свободы.
21 марта 2025 года Министерством юстиции России внесён в список физических лиц — «иностранных агентов».

## Фильмография

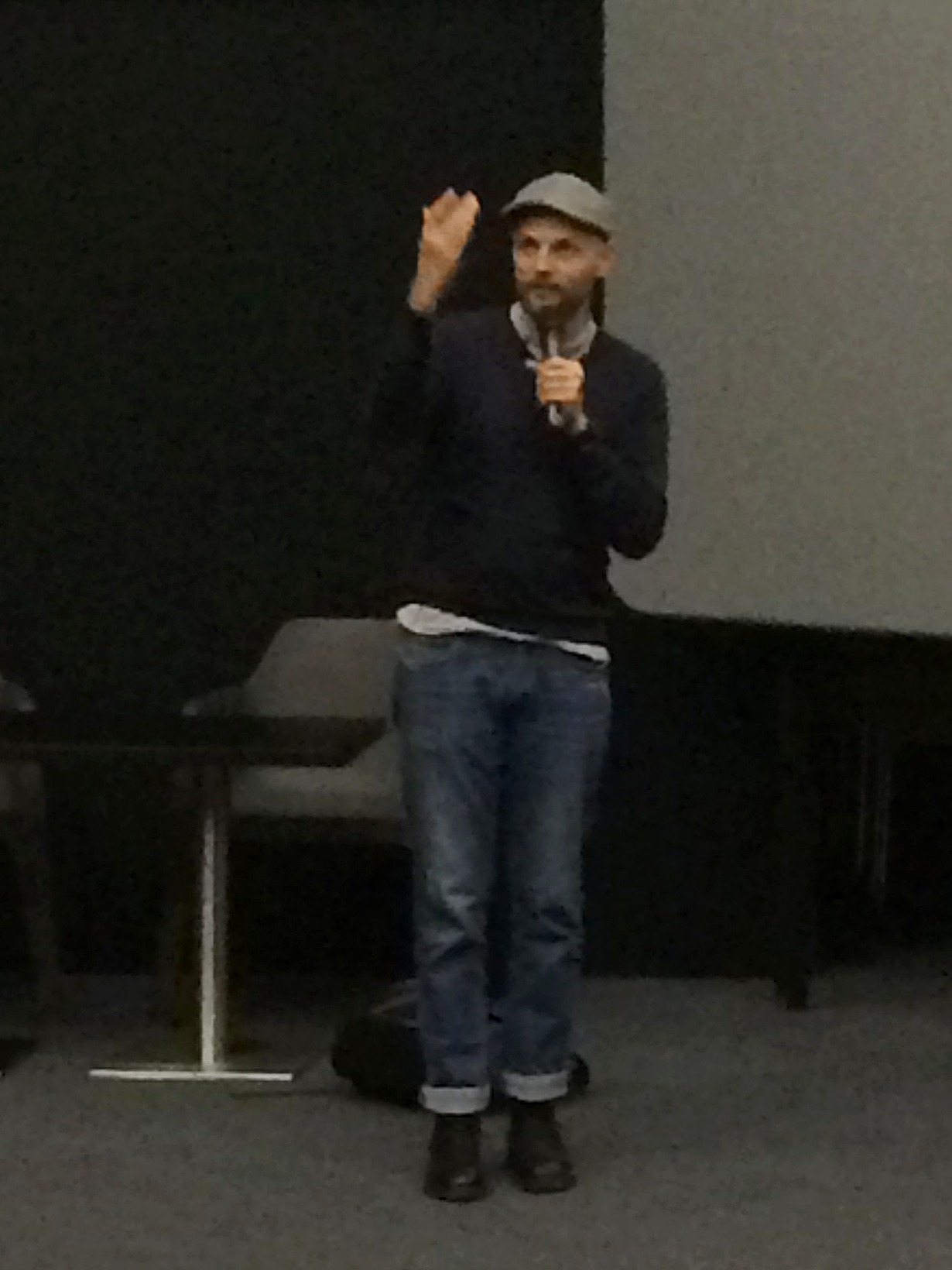
Иван Вырыпаев на встрече с кинозрителями после просмотра фильма «Танец Дели» в кинотеатре MORI CINEMA, 2018 год

### Актёр
- 2002 — Дневник убийцы — Иван Азовский
- 2006 — Бункер, или Учёные под землёй — Гвидон
- 2006 — Бумер. Фильм второй — бомж в кафе
- 2015 — Спасение — фотограф

### Режиссёр
- 2006 — Эйфория
- 2009 — Кислород
- 2009 — Ощущать (киноальманах «Короткое замыкание»)
- 2009 — Супергопер (анимационный фильм)
- 2012 — Танец Дели
- 2015 — Спасение
- 2020 — UFO

### Сценарист
- 2002 — Деньги
- 2006 — Бумер. Фильм второй
- 2006 — Бункер, или Учёные под землёй
- 2006 — Эйфория
- 2007 — Антонина обернулась
- 2007 — Лучшее время года (по пьесе «Валентинов день»)
- 2009 — Кислород
- 2009 — Короткое замыкание
- 2010 — Чистый свет
- 2012 — Танец Дели
- 2015 — Спасение
- 2020 — UFO

### Продюсер
- 2010 — Чистый свет

### Экранизации
- 2022 — «Солнечная линия», режиссёр Борис Хлебников — по одноимённой пьесе

## Театральные работы
- 1999 — «Макбет» (Иркутск)
- 1999 — «Ю» (Иркутск)
- 2000 — «То, что вам нравится» (Иркутск)[33]
- 2001 — «Валентинов день» (Иркутск)
- 2002 — «Сны» (Иркутск, Москва)[34]
- 2002 — «Город, где я» (Театр.doc)[35]
- 2002 — «Кислород» (Театр.doc)[36]
- 2004 — «Бытие № 2»
- 2006 — «Июль»
- 2007 — «Трусы» (Театр на Литейном, Санкт-Петербург)[37]
- 2008 — «Объяснить» (Школа современной пьесы, Москва)[38]
- «Танец Дели» (Национальный театр, Варшава)
- «Июль» (Театр «Народовы», Варшава)
- 2010 — «Комедия» (театр «Практика»)
- 2011 — «Иллюзии» (театр «Практика»)
- 2015 — «Black & Simpson» (театр «Практика»)
- «Иллюзии» (Национальный театр в Кракове «Старый театр»)
- «Женитьба» (Театр Студиo, Варшава)
- 2016 — «Интервью S-FBP 4408» (Большая Дмитровка, Москва)
- «Борис Годунов» (Большой Театр, Познань)
- «Дневник Жеребцовой Полины» (Музей Восстания, Варшава)
- 2017 — «Дядя Ваня» (Польский театр им. Арнольда Шифмана, Варшава)[39]
- 2019 — «Волнение» (Большой драматический театр имени Г. А. Товстоногова, Санкт-Петербург)
- 2021 — «1.8 М» (Новый театр, Варшава)[40]
- 2023 — «Пьяные» (Литовский национальный драматический театр, Вильнюс)[41]

### Пьесы
- 1999 — «Сны»[42]
- 2000 — «Город, где я»
- 2001 — «Валентинов день»[43]
- 2001 — «Karaoke box»[44]
- 2002 — «Кислород»[45]
- 2004 — «Бытие 2»[46]
- 2006 — «Июль»[47]
- 2008 — «Объяснить»[48][49]
- 2010 — «Танец Дели»[50]
- 2010 — «Комедия»
- 2011 — «Иллюзии»[51]
- 2011 — «DREAMWORKS»[52]
- 2012 — «Летние осы кусают нас даже в ноябре»[53]
- 2012 — «Пьяные»[54]
- 2012 — «UFO»[55]
- 2013 — «Сахар»[56]
- 2014 — «Чему я научился у змеи»[57]
- 2014 — «Невыносимо долгие объятия»[58]
- 2015 — «Солнечная Линия»[59]
- 2016 — «Интервью S-FBP 4408»
- 2017 — «Иранская конференция»[60]
- 2018 — «Нэнси»[61]
- 2019 — «Волнение»[62]
- 2020 — «Интертеймент»[63]
- 2021 — «Закрытое исследование. New Constructive Ethics»[64]
- 2021 — «Мир красивых бабочек»[65]
- 2021 — «1.8 М»
- 2022 — «Единственные самые высокие деревья на земле»[66]

## Признание и награды
- 2003
  - Премия фестиваля «Новая драма» (за спектакль «Кислород»)[67]
  - Премия на международном фестивале современной драматургии в Гейдельберге, (Германия) за пьесу «Валентинов день»[67]
- 2004
  - Молодёжная премия «Триумф»[68]
  - Премия «Золотая Маска» — «Лучший спектакль-новация»[69]
  - Премия им. Володина «Надежда русской драматургии»[70]
- 2005
  - Гран-при фестиваля «Новая драма»[71] (за спектакль «Бытие 2»)
  - Гран-при международного фестиваля Контакт г. Торунь (Польша) (за спектакль «Кислород»)
- 2006
  - Премия «Ника» в номинации «Открытие года» за дебютный фильм «Эйфория»[72]
  - Специальный диплом жюри фестиваля «Кинотавр» — «За яркое, экспрессивное изобразительное решение»[73] (фильм «Эйфория»)
  - Приз независимого молодёжного жюри 63 МКФ в Венеции «Малый золотой Лев»[74] (за фильм «Эйфория»)
  - Приз Международного кинофестиваля в Братиславе[75]
  - Приз Международного кинофестиваля в Варшаве[76]
- 2007
  - Гран-при фестиваля «Новая драма»[77] (за спектакль «Июль»)
  - Приз кинофестиваля Ника (открытие года)[78]
  - Приз Международного Кинофестиваля центральной и восточной Европы goEast
- 2009
  - Две премии кинофестиваля «Кинотавр» за фильм «Кислород» (лучший режиссёр, лучшее музыкальное решение фильма)
  - Приз Гильдии киноведов и кинокритиков РФ «Белый слон» за фильм «Кислород»
  - Лучший драматург Германии[79]
- 2010
  - Лауреат премии «Текстура: Имя»
- 2011
  - Лучший спектакль XVIII «Международного фестиваля искусства приятного и неприятного» в городе Лодзь (Польша)
- 2012
  - Главная награда за вклад в развитие искусства "Паспорт «Политики» (Польша)
  - Приз Римского кинофестиваля[75]
- 2019
  - Короткий список «Золотая маска» за спектакль «Солнечная линия»[80]
- 2020
  - Премия «Золотая маска» за спектакль «Иранская конференция»[81]